# Never Before
„Never Before“ je píseň od anglické rockové skupiny Deep Purple. Poprvé byla vydána na jejich albu Machine Head z roku 1972.
Never Before byl původně jediný singl z alba Machine Head, kromě skladby Smoke on the Water, s When a Blind Man Cries na druhé straně, což překvapilo fanoušky, protože album obsahovalo hity jako Lazy, Space Truckin' a Highway Star.
Klip k této skladbě byl vydán v roce 1972. Byl to jejich jediný klip ze sedmdesátých let. Singl této písně je upravená verze z alba a má délku 3:30.

## Provedení naživo
Never Before bylo zřídkakdy hráno na koncertech. Jediná live nahrávka skladby je na Deep Purple In Concert, které bylo nahráno v době vydání singlu a přibližně týden před vydáním alba Machine Head.
Deep Purple zahráli Never Before na koncertní šňůře v roce 2004, když hráli celé album Machine Head.